# Atletismo nos Jogos Olímpicos de Verão de 2016 - 5000 m feminino

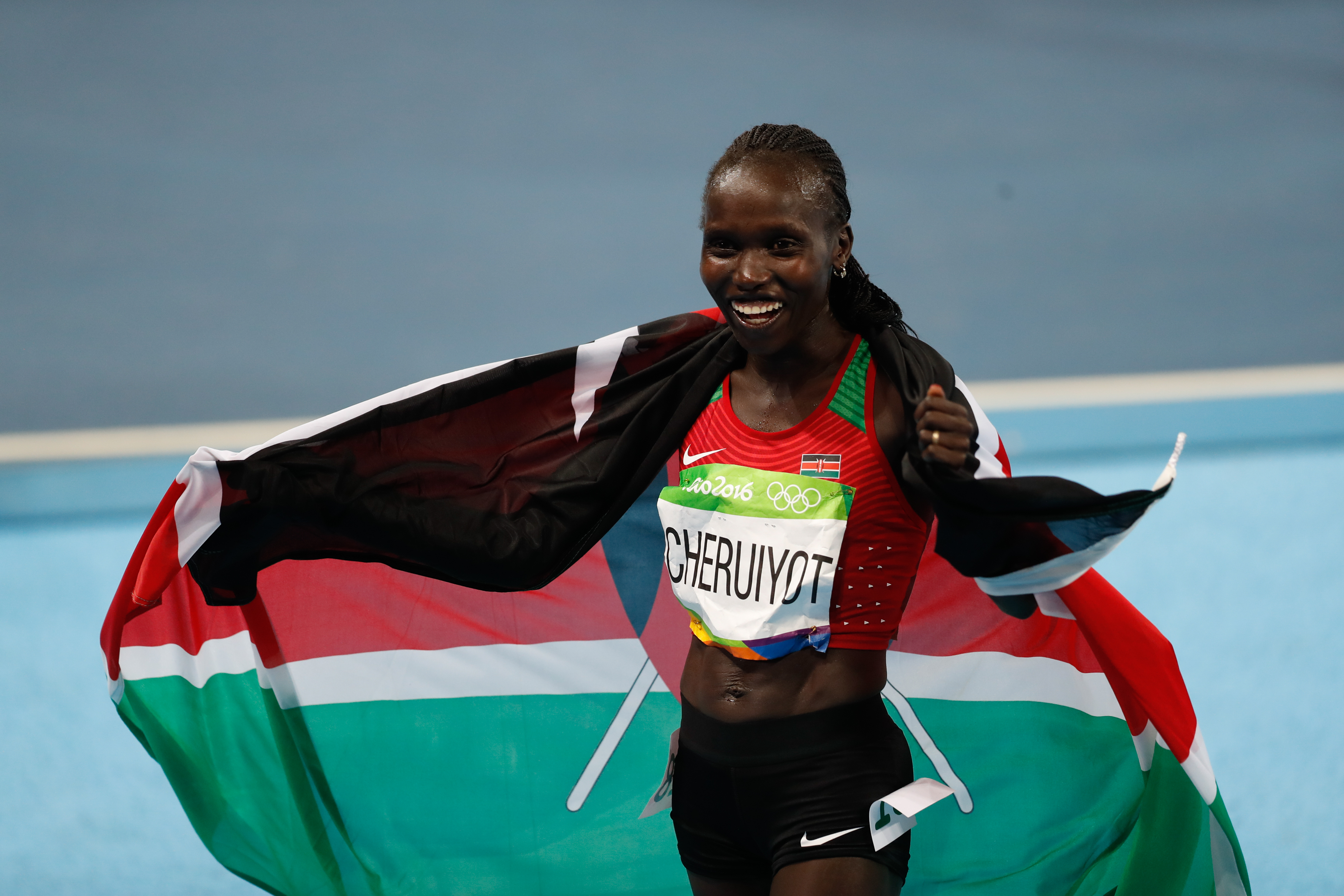
Queniana Vivian Cheruiyot foi a campeã olímpica da prova.

A competição dos 5000 metros rasos feminino do atletismo nos Jogos Olímpicos de Verão de 2016 aconteceu entre os dias 16 e 19 de agosto no Estádio Olímpico.

## Calendário
Horário local (UTC-3).
| Data                        | Horário | Fase          |
| --------------------------- | ------- | ------------- |
| Terça, 16 de agosto de 2016 | 9:30    | Eliminatórias |
| Sexta, 19 de agosto de 2016 | 21:40   | Final         |

## Medalhistas
| Ouro   | KEN Vivian Cheruiyot     |
| Prata  | KEN Hellen Onsando Obiri |
| Bronze | ETH Almaz Ayana          |

## Recordes
Antes desta competição, os recordes mundiais e olímpicos da prova eram os seguintes:
| Tipo | Atleta          | Tempo    | Local  | Data                   |
| ---- | --------------- | -------- | ------ | ---------------------- |
|      | Tirunesh Dibaba | 14:11.15 | Oslo   | 6 de junho de 2008     |
|      | Gabriela Szabo  | 14:40.79 | Sydney | 25 de setembro de 2000 |

Os seguintes novos recordes foram estabelecidos durante esta competição:
| Data         | Prova | Atleta           | Nacionalidade | Tempo    | Recordes         |
| ------------ | ----- | ---------------- | ------------- | -------- | ---------------- |
| 19 de agosto | Final | Vivian Cheruiyot | Quênia        | 14:26.17 | Recorde olímpico |

## Resultados

### Eliminatórias
Qualificação: Os primeiros 5 em cada bateria (Q) e os 8 mais rápidos (q) avançam para as finais.

#### Bateria 1

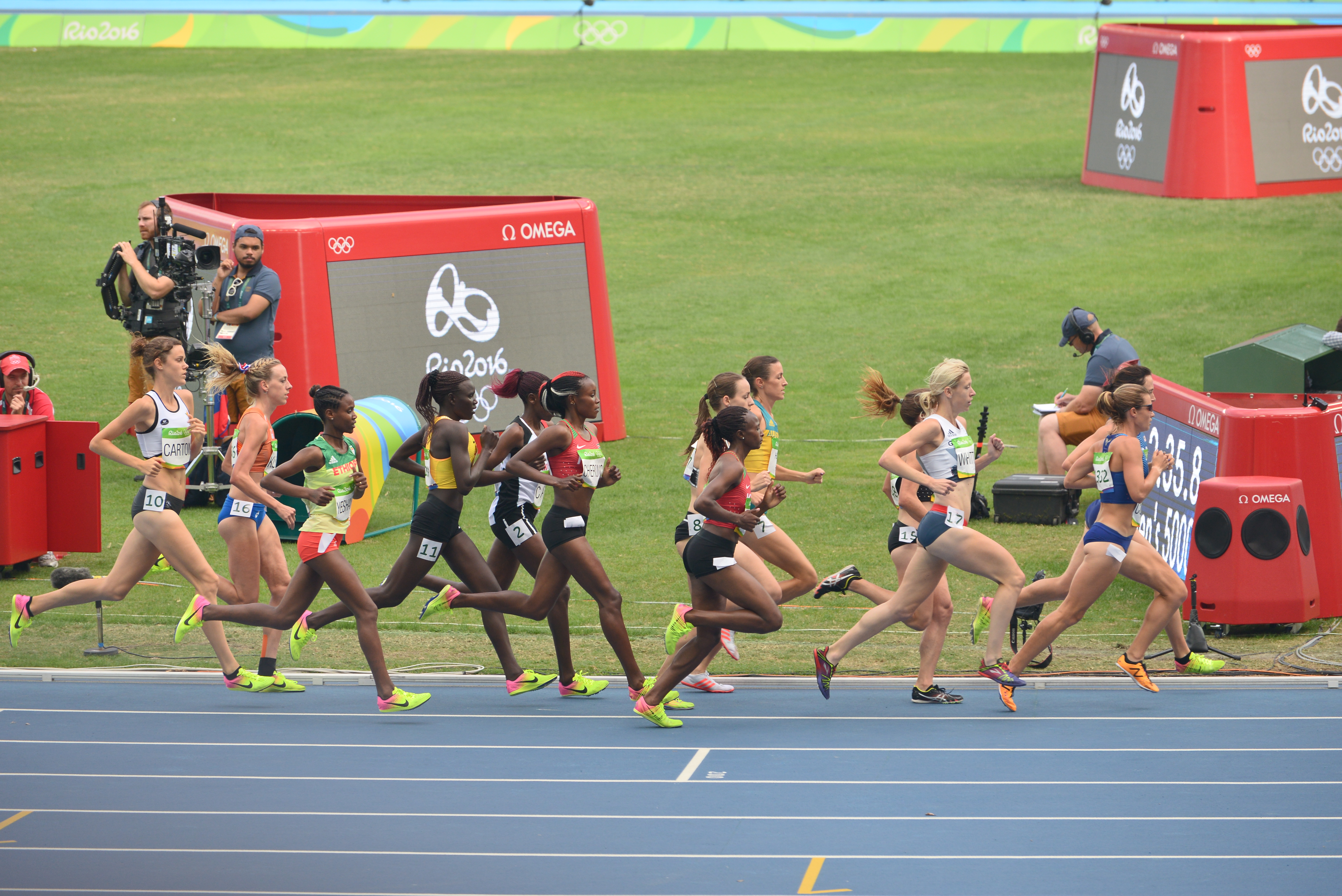
Disputa da bateria 1.

| Pos. | Atleta                    | CON                                | Tempo    | Notas |
| ---- | ------------------------- | ---------------------------------- | -------- | ----- |
| 1    | Hellen Onsando Obiri      | KEN Quênia                         | 15:19.48 | Q     |
| 2    | Yasemin Can               | TUR Turquia                        | 15:19.50 | Q     |
| 3    | Mercy Cherono             | KEN Quênia                         | 15:19.56 | Q     |
| 4    | Shelby Houlihan           | USA Estados Unidos                 | 15:19.76 | Q     |
| 5    | Susan Kuijken             | NED Países Baixos                  | 15:19.96 | Q,    |
| 6    | Madeline Heiner Hills     | AUS Austrália                      | 15:21.33 | q     |
| 7    | Miyuki Uehara             | JPN Japão                          | 15:23.41 | q,    |
| 8    | Ababel Yeshaneh           | ETH Etiópia                        | 15:24.38 | q     |
| 9    | Juliet Chekwel            | UGA Uganda                         | 15:29.07 |       |
| 10   | Laura Whittle             | GBR Grã-Bretanha                   | 15:31.30 |       |
| 11   | Louise Carton             | BEL Bélgica                        | 15:34.39 |       |
| 12   | Kim Conley                | USA Estados Unidos                 | 15:34.39 |       |
| 13   | Jessica O'Connell         | CAN Canadá                         | 15:51.18 |       |
| 14   | Lucy Oliver               | NZL Nova Zelândia                  | 15:53.77 |       |
| 15   | Sharon Firisua            | SOL Ilhas Salomão                  | 18:01.62 |       |
| 16   | Beatrice Kamuchanga Alice | COD República Democrática do Congo | 19:29.47 |       |
| –    | Dalila Abdulkadir         | BRN Bahrein                        | DNS      |       |

#### Bateria 2

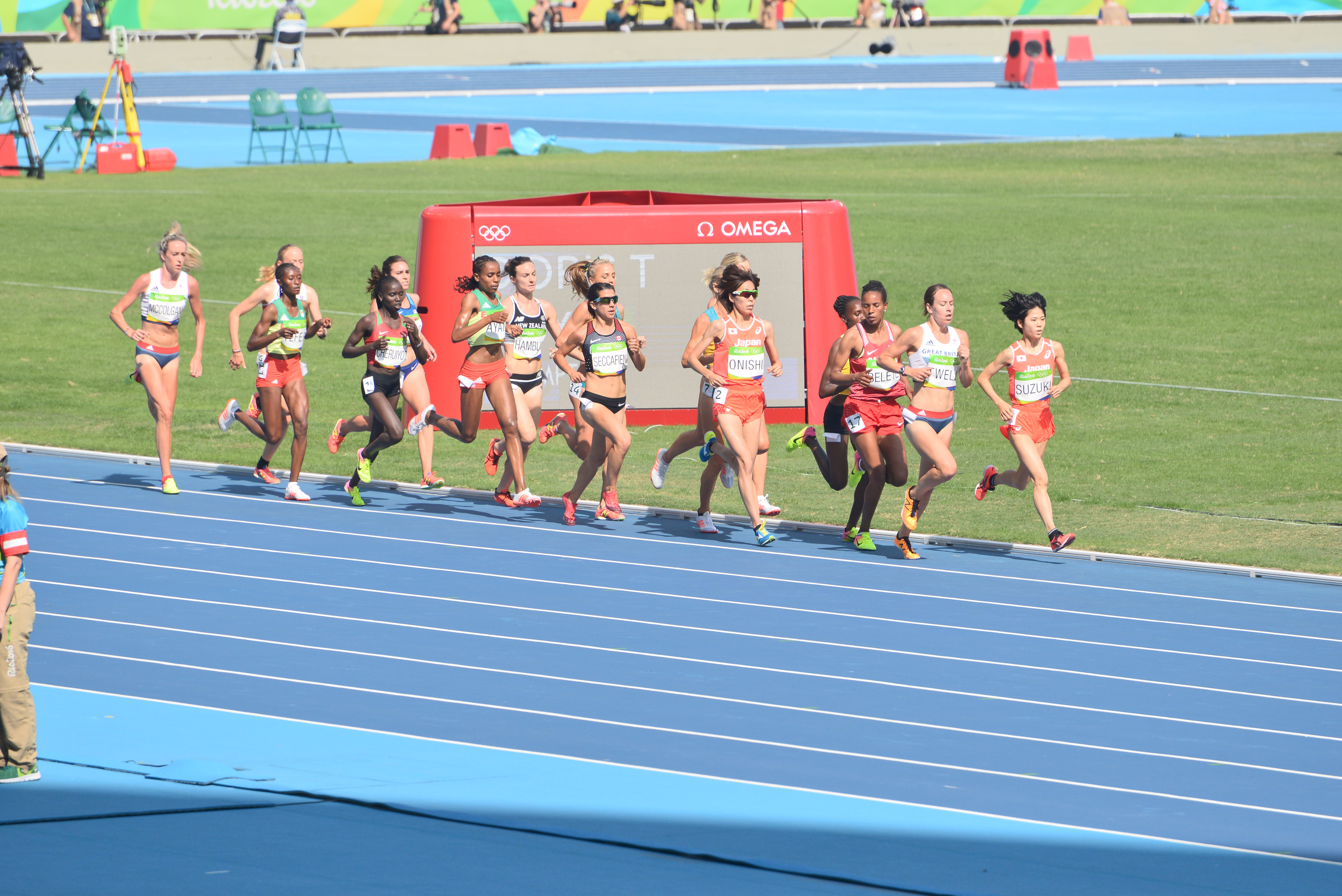
Disputa da bateria 2.

Na bateria 2, Abadia D'Agostino e Nikki Hamblin colidiram e caíram. D'Agostino foi a primeira a se levantar, mas em vez de correr em frente, parou para ajudar Hamblin. Mais tarde na corrida, descobriu-se que a lesão de D'Agostino foi a mais grave, ela começou a coxear e caiu novamente. Desta vez, Hamblin parou e incentivou-a a se levantar e terminar a corrida. Após a corrida, os organizadores decidiram restabelecer as duas como finalistas, junto com Jennifer Wenth que também foi impedida pela colisão. Hamblin e D'Agostino foram posteriormente outorgadas com o Prêmio Fair Play por suas ações na bateria.
| Pos. | Atleta                    | CON                | Tempo    | Notas |
| ---- | ------------------------- | ------------------ | -------- | ----- |
| 1    | Almaz Ayana               | ETH Etiópia        | 15:04.35 | Q     |
| 2    | Senbere Teferi            | ETH Etiópia        | 15:17.43 | Q     |
| 3    | Vivian Cheruiyot          | KEN Quênia         | 15:17.74 | Q     |
| 4    | Karoline Bjerkeli Grøvdal | NOR Noruega        | 15:17.83 | Q     |
| 5    | Eilish McColgan           | GBR Grã-Bretanha   | 15:18.20 | Q     |
| 6    | Eloise Wellings           | AUS Austrália      | 15:19.02 | q,    |
| 7    | Genevieve LaCaze          | AUS Austrália      | 15:20.45 | q,    |
| 8    | Stephanie Twell           | GBR Grã-Bretanha   | 15:25.90 |       |
| 9    | Misaki Onishi             | JPN Japão          | 15:29.17 |       |
| 10   | Mimi Belete               | BRN Bahrein        | 15:29.72 |       |
| 11   | Andrea Seccafien          | CAN Canadá         | 15:30.32 |       |
| 12   | Ayuko Suzuki              | JPN Japão          | 15:41.81 |       |
| 13   | Stella Chesang            | UGA Uganda         | 15:49.80 |       |
| 14   | Jennifer Wenth            | AUT Áustria        | 16:07.02 | q     |
| 15   | Nikki Hamblin             | NZL Nova Zelândia  | 16:43.61 | q     |
| 16   | Abbey D'Agostino          | USA Estados Unidos | 17:10.02 | q     |
| –    | Bibiro Ali Taher          | CHA Chade          | DNF      |       |

### Final
| Pos.              | Atleta                    | CON                | Tempo    | Notas                |
| ----------------- | ------------------------- | ------------------ | -------- | -------------------- |
| Medalha de ouro   | Vivian Cheruiyot          | KEN Quênia         | 14:26.17 | Recorde olímpico     |
| Medalha de prata  | Hellen Onsando Obiri      | KEN Quênia         | 14:29.77 | Recorde pessoal      |
| Medalha de bronze | Almaz Ayana               | ETH Etiópia        | 14:33.59 |                      |
| 4                 | Mercy Cherono             | KEN Quênia         | 14:42.89 |                      |
| 5                 | Senbere Teferi            | ETH Etiópia        | 14:43.75 |                      |
| 6                 | Yasemin Can               | TUR Turquia        | 14:56.96 |                      |
| 7                 | Karoline Bjerkeli Grøvdal | NOR Noruega        | 14:57.53 | Recorde pessoal      |
| 8                 | Susan Kuijken             | NED Países Baixos  | 15:00.69 | Recorde pessoal      |
| 9                 | Eloise Wellings           | AUS Austrália      | 15:01.59 | Recorde da temporada |
| 10                | Madeline Heiner Hills     | AUS Austrália      | 15:04.05 | Recorde pessoal      |
| 11                | Shelby Houlihan           | USA Estados Unidos | 15:08.89 |                      |
| 12                | Genevieve LaCaze          | AUS Austrália      | 15:10.35 | Recorde pessoal      |
| 13                | Eilish McColgan           | GBR Grã-Bretanha   | 15:12.09 |                      |
| 14                | Ababel Yeshaneh           | ETH Etiópia        | 15:18.26 |                      |
| 15                | Miyuki Uehara             | JPN Japão          | 15:34.97 |                      |
| 16                | Jennifer Wenth            | AUT Áustria        | 15:56.11 |                      |
| 17                | Nikki Hamblin             | NZL Nova Zelândia  | 16:14.24 | Recorde da temporada |
| –                 | Abbey D'Agostino          | USA Estados Unidos | DNS      |                      |

Legenda
| Recorde mundial      | Recorde mundial (World record)               |                       | Recorde africano                      | Recorde africano (African) |                                           | Q | Classificado por posição (Qualified) |
| Recorde olímpico     | Recorde olímpico (Olympic record)            | Recorde da América    | Recorde da América (Americas)         | q                          | Classificado por melhor tempo (Qualified) |   |                                      |
| Melhor marca do ano  | Melhor marca do ano (World leading)          | Recorde asiático      | Recorde asiático (Asian)              | DNS                        | Não largou (Did not start)                |   |                                      |
| Recorde nacional     | Recorde nacional (National record)           | Recorde europeu       | Recorde europeu (European)            | DNF                        | Não terminou (Did not finish)             |   |                                      |
| Recorde pessoal      | Recorde pessoal do atleta (Personal best)    | Recorde da Oceania    | Recorde da Oceania (Oceania)          | DSQ / DQ                   | Desclassificado (Disqualified)            |   |                                      |
| Recorde da temporada | Recorde da temporada do atleta (Season best) | Recorde sul-americano | Recorde sul-americano (South America) | NM                         | Sem marca (No mark)                       |   |                                      |